# 小泉徳宏
小泉 徳宏 （こいずみ のりひろ、1980年8月20日 - ）は、日本の映画監督。株式会社ロボット映画部所属。

## 来歴・人物
東京都出身。幼少期を海外で暮らす。慶應義塾湘南藤沢中等部・高等部第5期生、慶應義塾大学法学部政治学科卒業（メディアコミュニケーション研究所修了）。高校在学中に映画制作に興味を持ち、大学進学後、自主映画の制作を開始する。大学在学中にI's filmを結成し、代表を務める。水戸短編映像祭をはじめとする国内外の数々の映画祭で入賞。2006年に劇場長編映画『タイヨウのうた』でデビュー。

## 作品

### 映画
- タイヨウのうた（2006年6月公開、松竹配給）
- ガチ☆ボーイ（2008年3月1日公開、東宝配給）
- FLOWERS -フラワーズ-（2010年6月12日公開、東宝配給）
- カノジョは嘘を愛しすぎてる（2013年12月14日公開、東宝配給）
- ちはやふる -上の句-（2016年3月19日公開、東宝配給）
- ちはやふる -下の句-（2016年4月29日公開、東宝配給）
- ちはやふる -結び-（2018年3月17日公開、東宝配給）
- 線は、僕を描く（2022年10月21日公開、東宝配給）
- 父と僕の終わらない歌 （2025年5月23日公開、ソニー・ピクチャーズエンタテインメント）

### 自主制作映画
- 日なた色
- 文金高島田二丁目（2001年（平成13年）） - 水戸短編映像祭 コンペティション部門審査員奨励賞受賞、第5回インディーズムービー・フェスティバル一般部門第7位入賞
- 行列のできる刑事（デカ）（2003年（平成15年）） - 篠崎誠監督主催「最も危険な刑事祭り」参加作品

### 短編映画
- 悲劇（2004年3月企画交渉 / 2004年7月撮影 / 2006年9月20日発売） - DVD「就活女優 ハラカナ（原田佳奈）」内収録

### CM
- 携帯電話会社auのオリジナル携帯動画作成（KDDI株式会社の携帯電話でのみ視聴可）

### テレビドラマ
- 世にも奇妙な物語 08秋の特別編「行列のできる刑事（デカ）」（2008年、フジテレビ）演出・脚本
- 藤子・F・不二雄のパラレル・スペース 第6話「ボクラ共和国」（2008年、WOWOW）演出・脚本
- 霊能力者 小田霧響子の嘘（2010年、テレビ朝日）脚本
- 妄想捜査〜桑潟幸一准教授のスタイリッシュな生活（2012年、テレビ朝日）一話演出
- ちはやふる-めぐり-（2025年、日本テレビ）ショーランナー・脚本

### ミュージックビデオ
- YUI「I remember you」 ※タイヨウのうた 主題歌PV「Good-bye days」は新井風愉が担当。
- GIRL NEXT DOOR 「Silent Scream」

### イベント映像
- ONE PIECE展「仲間シアター」（2012年）

## 受賞
- 第8回TAMA映画賞・最優秀新進映画監督賞（2016年） - 『ちはやふる』[2]